# Вундеркамера

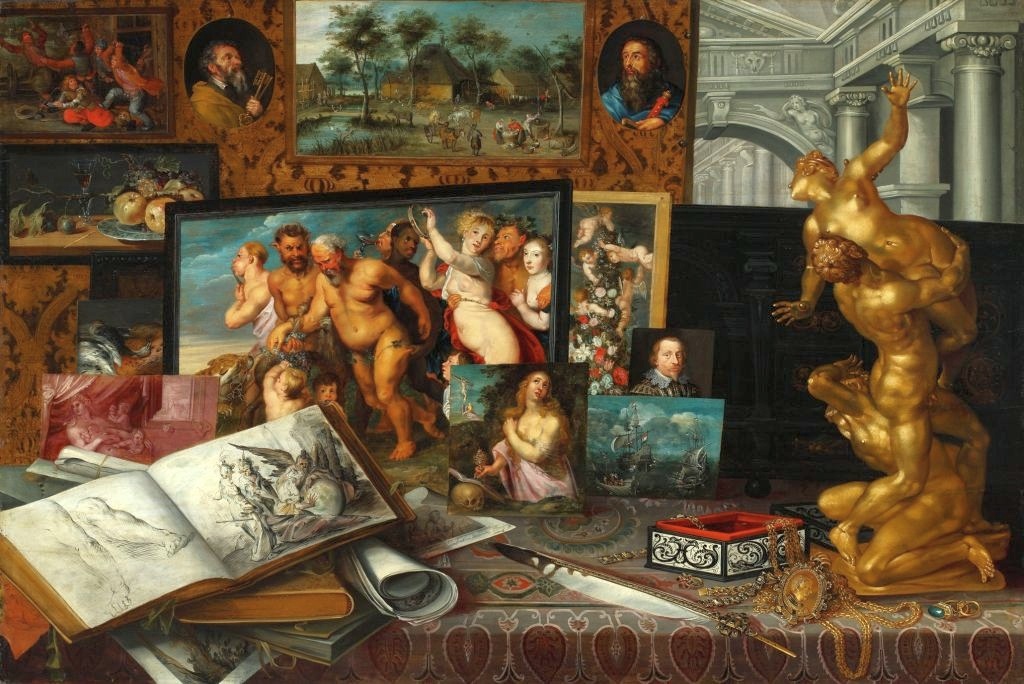
Кабінет курйозів принца Владислава Вази.

Вундеркамера, кунсткамера, або кабінет курйозів, кабінет дивовиж (англ. cabinet of curiosities, нім. Wunderkammer) — кімната можновладця чи аристократа для розміщення і зберігання тематичних колекцій або суміші курйозних речей в добу бароко. Надзвичайне зростання колекцій привело до спеціалізації в колекціонерстві, а надалі до створення тематичних музеїв. Тривалий час існували суміші з колекцій, що отримали назву «Кунсткамера» (від нім. Kunstkammer, тобто кабінет курйозів, рідкісних речей, різних за походженням, від природних до створених людьми).

## Виникнення
Історія кабінетів курйозів почалася з колекцій заможних людей і створення меблів для їх зберігання. Меблярі створювали особливі шафи з дверцями і декількома полицями для дрібничок колекції. Шафа такого призначення отримала назву кабінет.
Зростання колекцій збільшувало кількість шаф-кабінетів, для яких відвели особливу кімнату. Трохи згодом назва шафи почала використовуватись і як назва кімнати з колекціями.

## Різновиди меблевих кабінетів
Шафа-кабінет швидко стала полем для експериментів меблевих майстрів. З'явилися шафи настільні, невеликі за розмірами і великі, на ніжках — колонах з додатковою поличкою біля підлоги, яку теж стали використовувати для розміщення мушель чи ваз.
Настільні кабінети мали декілька поличок, а дверці, (первісні без скла), прикрашали маркетрі (дерев'яною мозаїкою), різьбленням, металевими накладками тощо. Пізніше з'явилися дверцята зі склом, що давало змогу відразу бачити наповнення поличок. Шафи-кабінети збільшувались в розмірах і запозичили стильові ознаки доби — маньєризму, бароко, рококо, їхні орнаменти чи деталі архітектури. В XX столітті вони самі стали предметами колекціонування різними музеями.

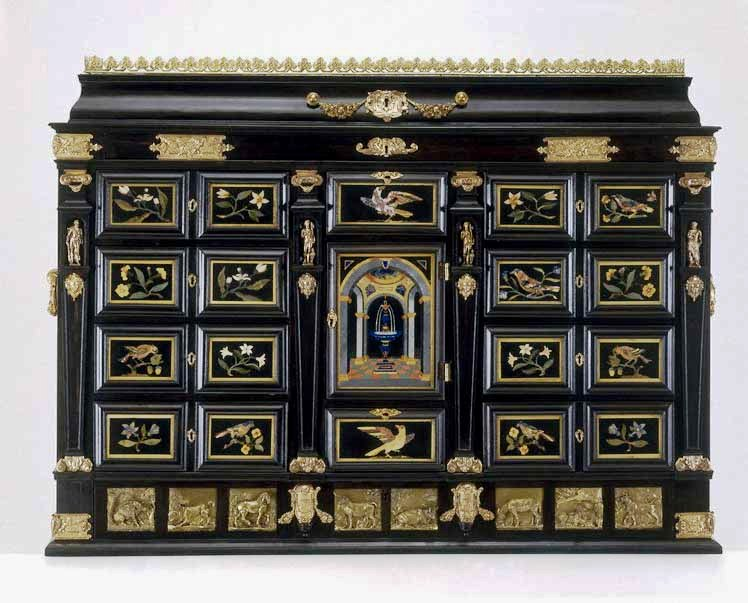
Настільний кабінет. Музей Вікторії й Альберта, Лондон
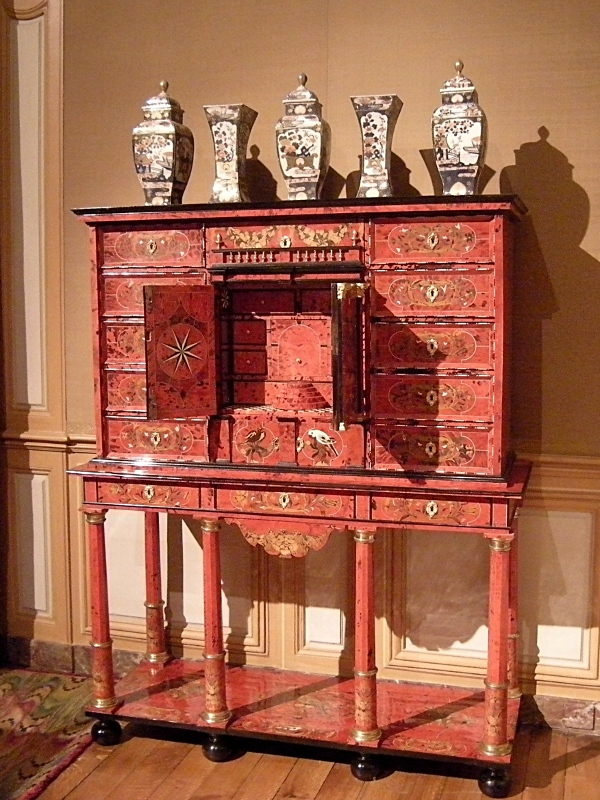
Замок Во-ле-Віконт, кабінет
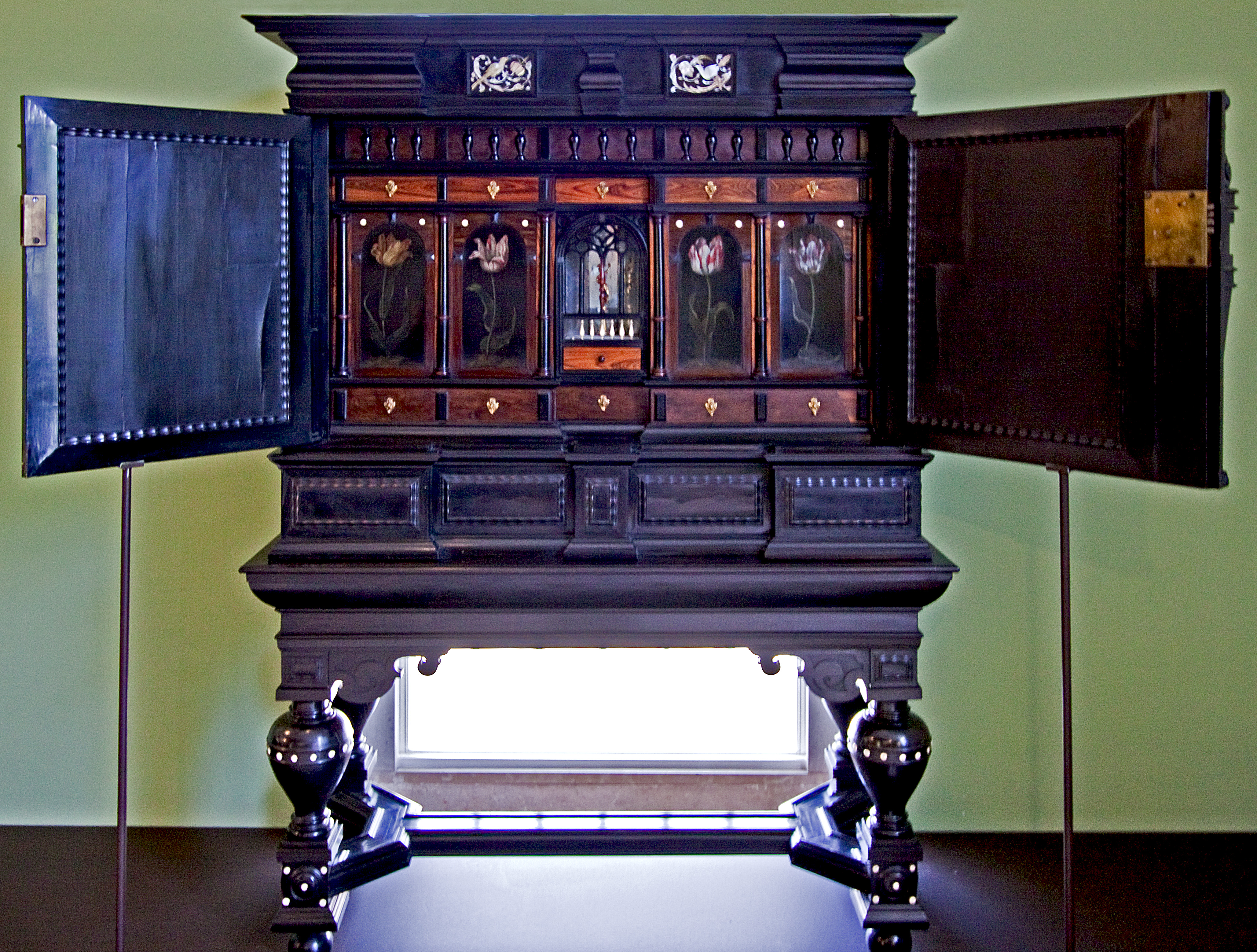
Шафа-кабінет 17 ст. Музей Бойманс ван Бенінген, Роттердам

Призабутий тип меблів наприкінці XX століття знов з'явився серед виробів модних дизайнерів, хоча міг мати інше функціональне використання (Джиммі Мартін, рожевий кабінет для коктейлів).

## Видатні збірки курйозів
Вже на початку свого існування з'явились видатні збірки курйозів. Наприкінці XVI століття зажила широкого розголосу слава кабінету курйозів австрійського імператора Рудольфа II в місті Прага. Імператор збирав природні мінерали, великі за розмірами мушлі, античні монети, екзотичні речі, привезені з Америки і Індії, годинники, вази з різних матеріалів, скульптури. Для збірок імператора малює свої незвичні картини-алегорії геніальний художник Арчімбольдо, а їхня кількість і якість шокувала сучасників. Колекція Рудольфа буде розпорошена і пограбована після смерті імператора, а її речі стали надбанням інших кабінетів курйозів.
Колекціонером курйозів був і дядя Рудольфа II — ерцгерцог Австрії Фердининд II. Дещо інша за тематикою, вона зберігалася і її можна бачити в замку Амбрасс, Австрія.

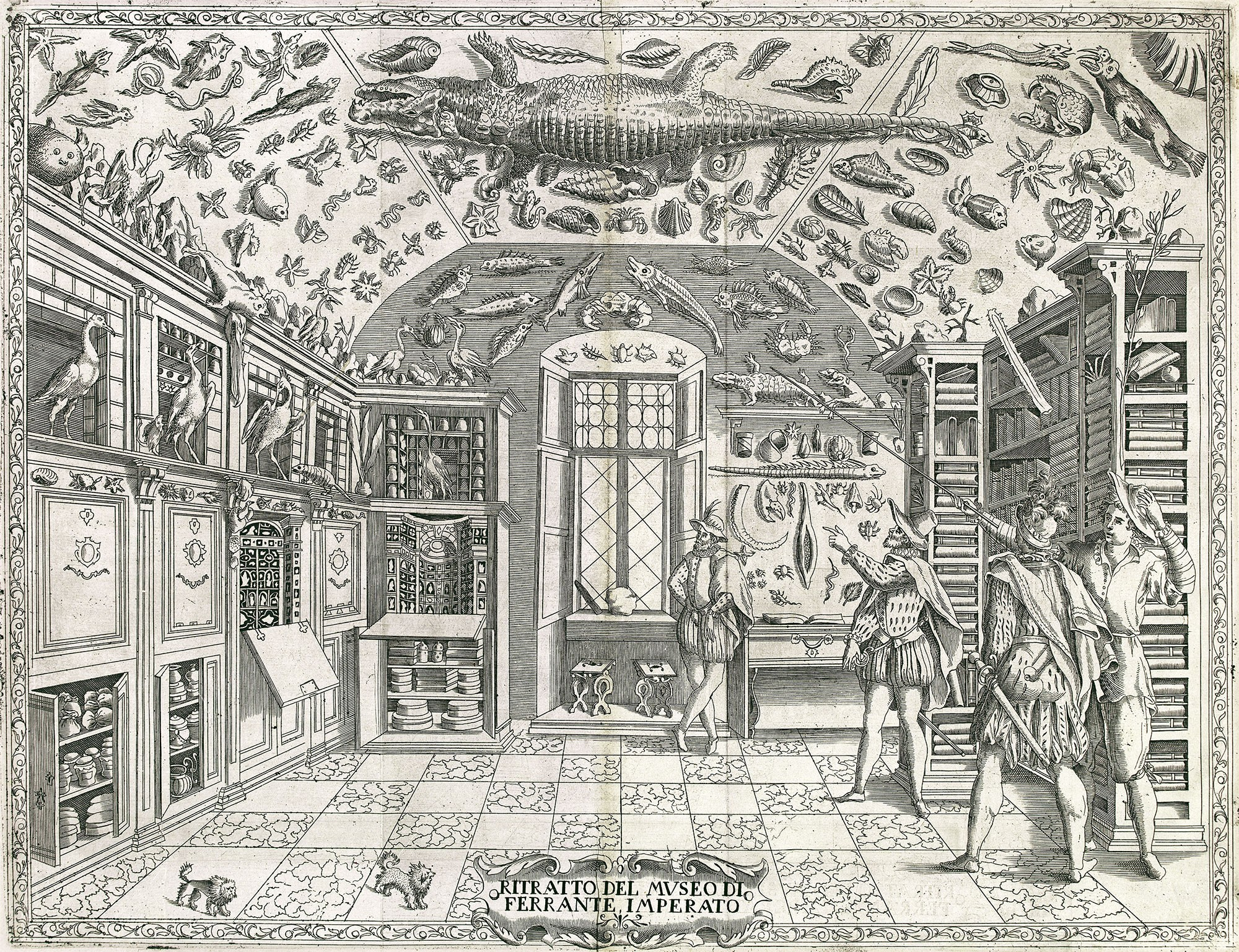
Кабінет натуральної історії в Неаполі, 1599 рік, гравюра
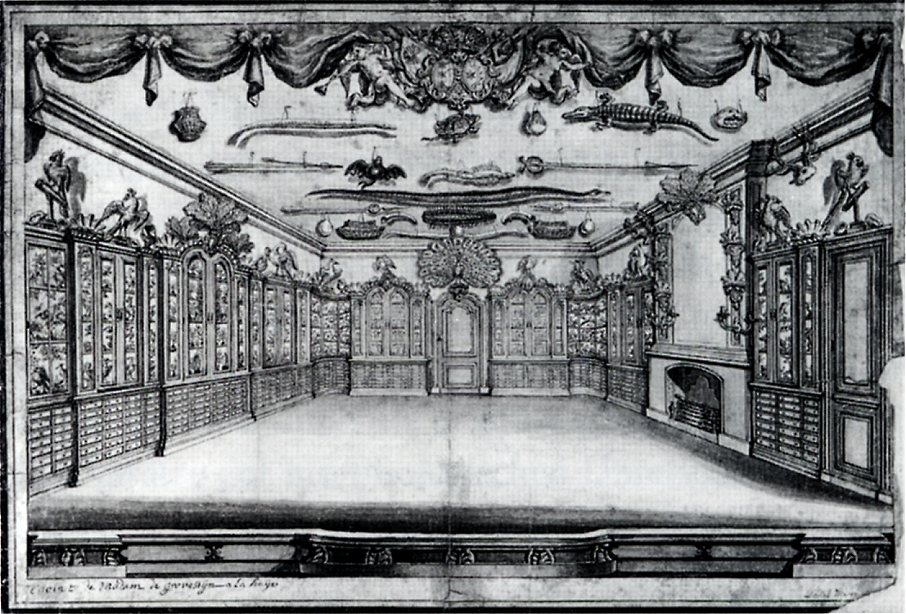
Місто Гаага, кабінет курйозів, 1756 рік

Один з перших кабінетів натуральної історії був створений в місті Неаполь (гербарій, природні мінерали, опудала морських тварин, риб, птахів). Експонати розмістили як в шафах, так і на стінах і склепіннях зали. Окрасою кабінету була бібліотека. Поважне ставлення до книжок виявлялося навіть в їх розміщенні на полицях (униз сторінками), аби захистити видання від пилу.
Особливе поширення мали кабінети курйозів в заможній Голландії XVII століття. Широкі зв'язки з Ост-Індською компанією і власні колонії в Азії стали постійним джерелом для поповнення кабінетів курйозів голландських колекціонерів. Колекції дещо демократизуються, і їх збирають аптекарі, лікарі, науковці, художники.
Відома колекція курйозів художника Рембрандта, речі якої той використовував при створенні своїх картин.
Зажила слави і колекція курйозів лікаря і науковця Фредеріка Рюйша. Акушерська практика і судмедекспертні справи Рюйша наблизили того до анатомії і тератології. Він почав збирати анатомічну колекцію зародків з аномаліями розвитку, удосконалив засоби консервації м'яких речовин тощо. Його кабінет курйозів і анатомічна колекція були продані в Петербург у 1717 р. за захмарну на той час ціну в 30.000 гульденів. Залишки кабінету курйозів і колекції Рюйша збережені донині.

## Спеціалізація кабінетів
Спеціалізація колекцій в Німеччині знайшла відображення і в назвах кабінетів.
- Naturalienkabinett — мав колекції природничі, присвячені ботаніці, геології, зоології.
- Munzkabinett — мав монети і медалі, сучасні і стародавні.
- Antiquitatekammer — тут розміщали антикварні речі і старожитності.
- Kunstkammer — був присвячений збіркам витворів мистецтва від живопису і скульптур до гравюр і малюнків.
- Shatzkammer — тут зберігали ювелірні вироби і це була скарбниця володаря.

## Кабінети курйозів і живопис
Якщо науковців могли приваблювати колекції анатомічних потвор і аномалій, художники надавали перевагу витворам мистецтв різних епох і країн. Курйозні і рідкісні речі — постійна тема натюрмортів доби бароко. Навіть самі кабінети курьйозів стають темами картин. Їх зображували Франс Франкен II, Філіп де ла Гір, Ян Брейгель Старший, Йоган Георг Хайнц, Етьєн де ла Гір, художники-гравери тощо.

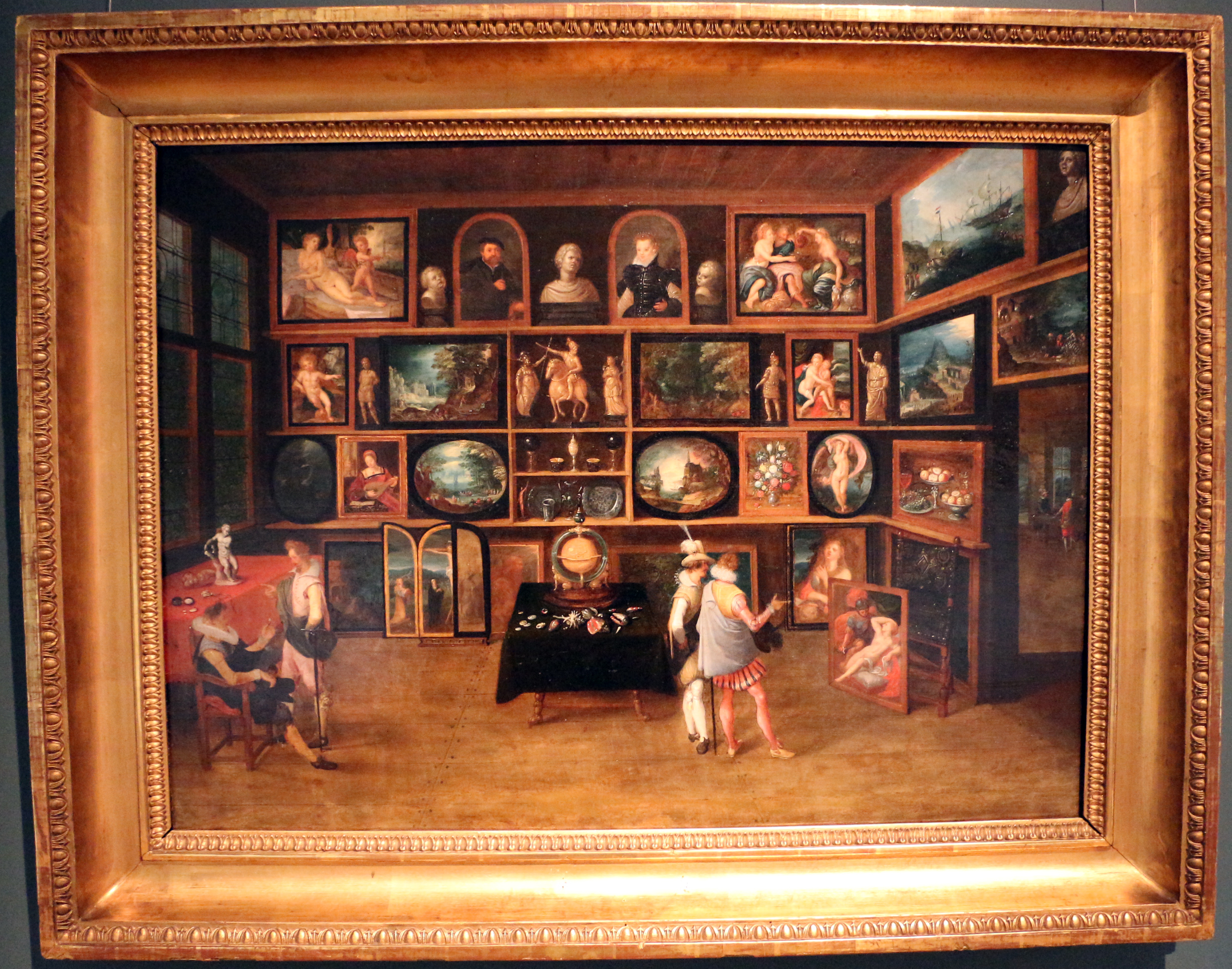
Ієронімус Франкен молодший. «Кабінет курйозів і картина галерея».
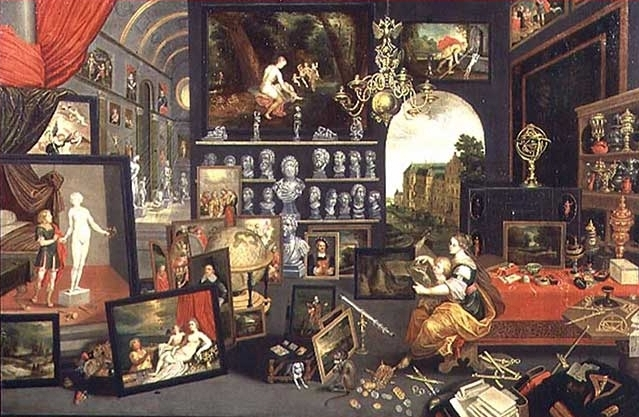
Худ. Франс Франкен II
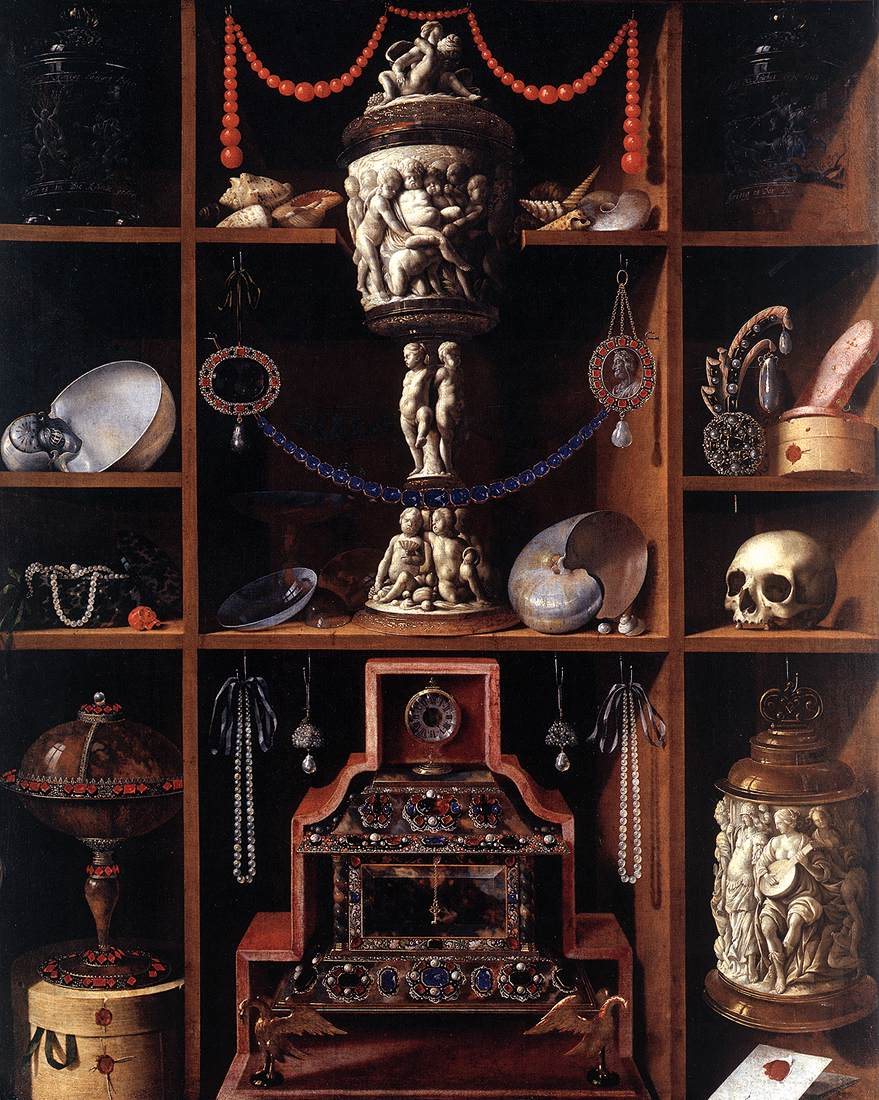
Худ. Йоган Георг Хайнц
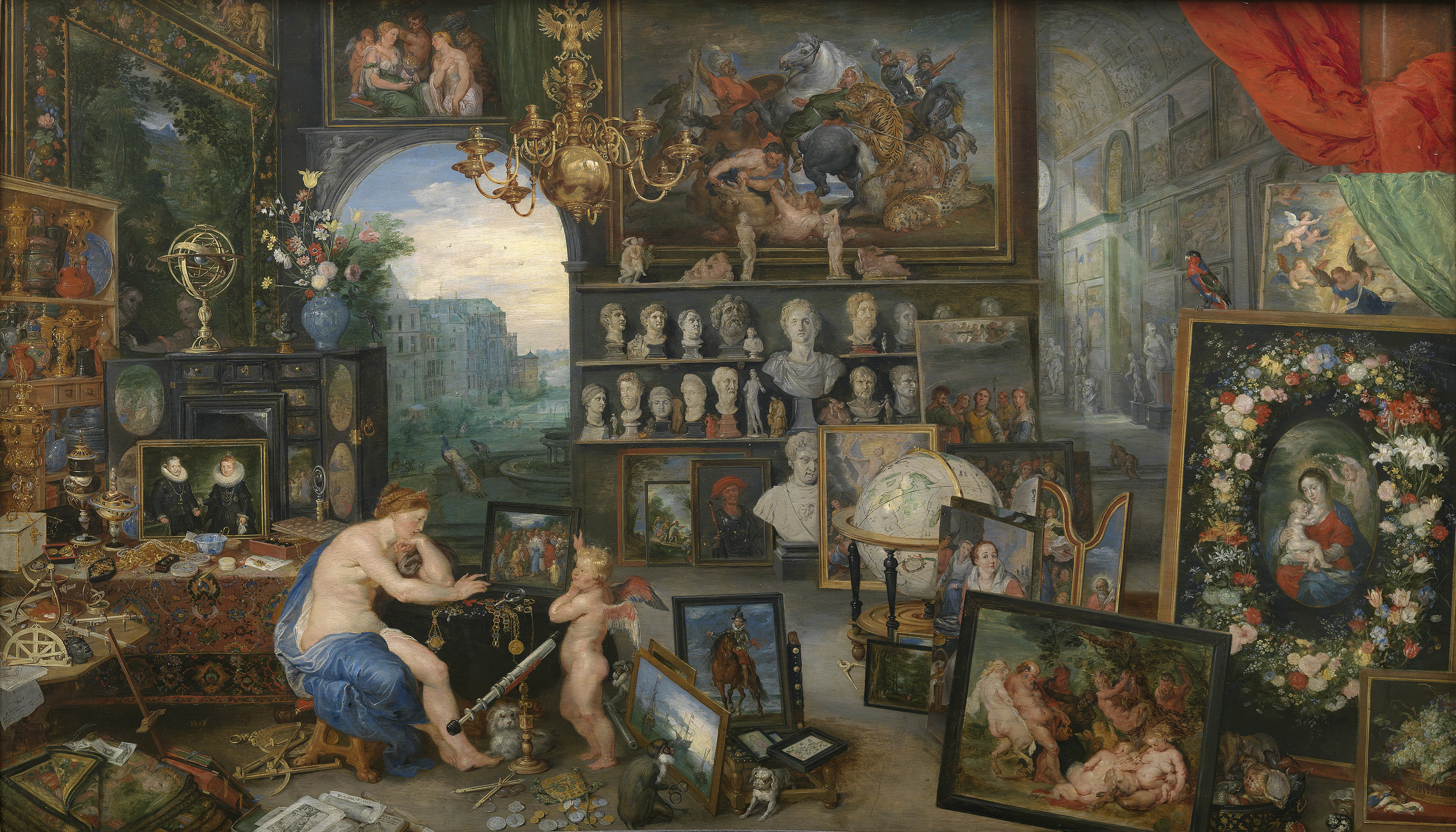
Худ. Ян Брейгель Старший
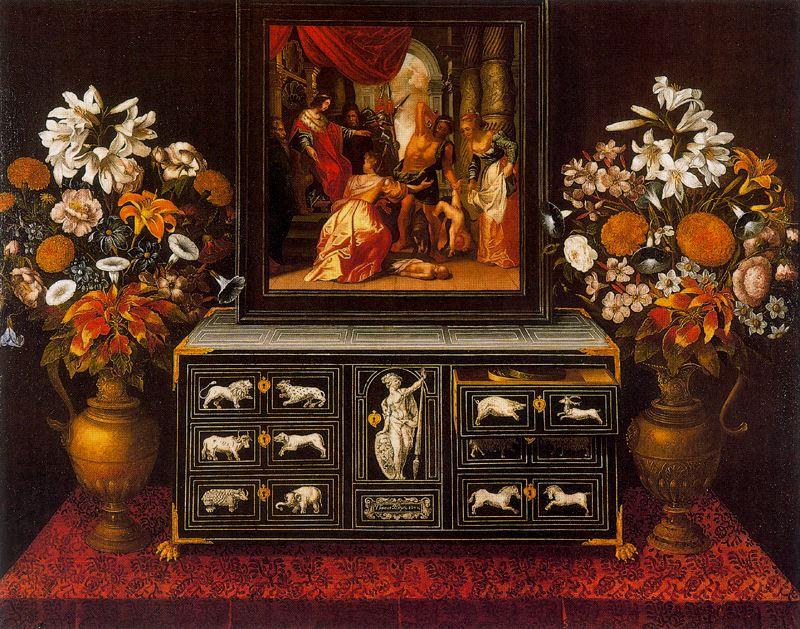
Томас Єпес. «Куточок кабінету з квітами на столі і картиною «Суд царя Соломона», 1654 р. Приватна збірка, Мадрид
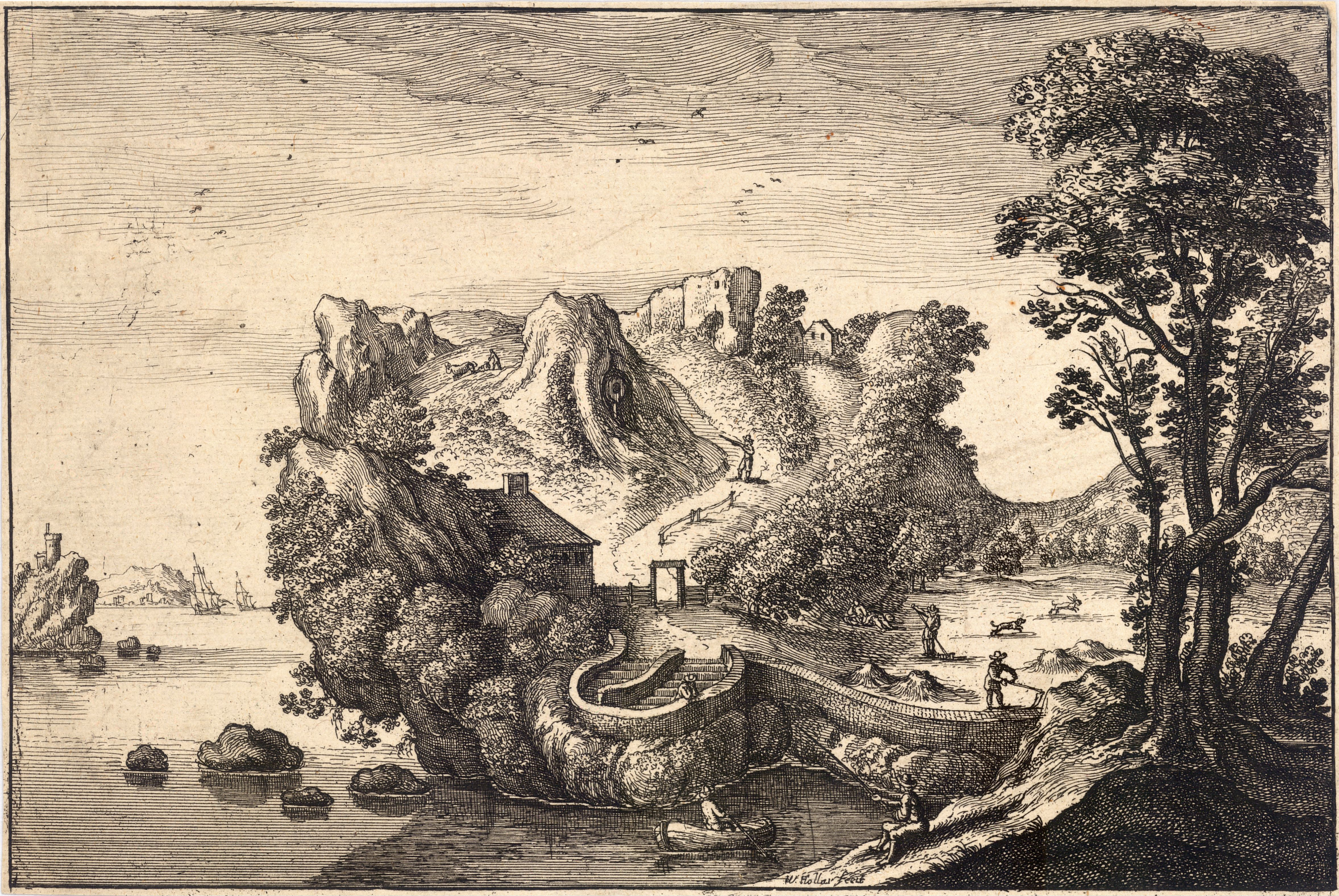
Венцель Холлар, голова-ландшафт
Художник Арчімбольдо, Імператор Рудольф II у вигляді бога садів Вертумна

## Альбом друзів (Liber Amicorum)
Почесне місце в кабінетах курйозів посіли «Альбоми друзів». Вперше вони з'явились у середовищі нідерландських гуманістів XVI ст. з їхнім культом інтелектуальних вправ, культом приватного життя і листування, неупинно зростаючим авторитетом місцевих художників і письменників. «Альбоми друзів» — не що інше як маленькі колекції вартісних для приватної особи листів від друзів, автографів шляхетних чи відомих осіб, часто малюнків різних художників і малюнків самого володаря. Бо малювання почало входити до комплексу тодішньої освіти. Все це збиралось під одною палітуркою, вклеювались нові надходження, залюбки переглядалось в часи дозвілля і показувалось шановним візитерам.
«Альбоми друзів» помітно відрізнялись від «Альбомів зразків», котрі збирали фахові художники для вивчення чужих знахідок у мистецтві, чужих композицій чи панівних на той час художніх схем. Ще більше відмінностей від «Альбомів друзів» мали рукописні пісенники-співаники. Останні призначались суто для колекціонування текстів пісень.
«Альбоми друзів» отримали поширення у Голландії XVI ст. Окрім епістолярії в них потрапляють як подарунки малюнків від живих художників, так і придбані на аукціонах твори минулого, малюнки, що роблять вже на самих аркушах альбому. Сюди вклеювали також нові офорти, до цієї графічної техніки голландці ставились особливо поважно. Відомо про «Альбоми друзів», що вели Якоб Хейблок, ректор одної гімназії в Амстердамі чи Карел Мартенс, юрист з міста Утрехт. У «Альбомі друзів» Якоба Хейблока знайдені записи науковців, літераторів чи навіть державних діячів тої доби. Поміж цих автографів володар розмістив малюнки амстердамських художників (недорогі тоді у порівнянні з живописом), серед котрих були Ян ван дер Капелле, Рембрандт, Арт ван дер Нер, Говерт Флінк. Низка «Альбомів друзів» та «Альбомів зразків» акумулювала значну кількість документів доби (як художніх, так і історичних), ще могли не зберегтися взагалі. Завдяки цим альбомам збережені малюнки низки другорядних художників Голландії, картин котрих або не збережено, або приписано іншим майстрам. Графічні копії і замальовки картин (з позначками авторів), котрі зроблені аматорами, стали важливим доказом існування декотрих творів, вказівками авторства, їхнього побутування і додатковим матеріалом для сучасних атрибуцій.